# Звід пам'яток історії та культури України: Харківська область

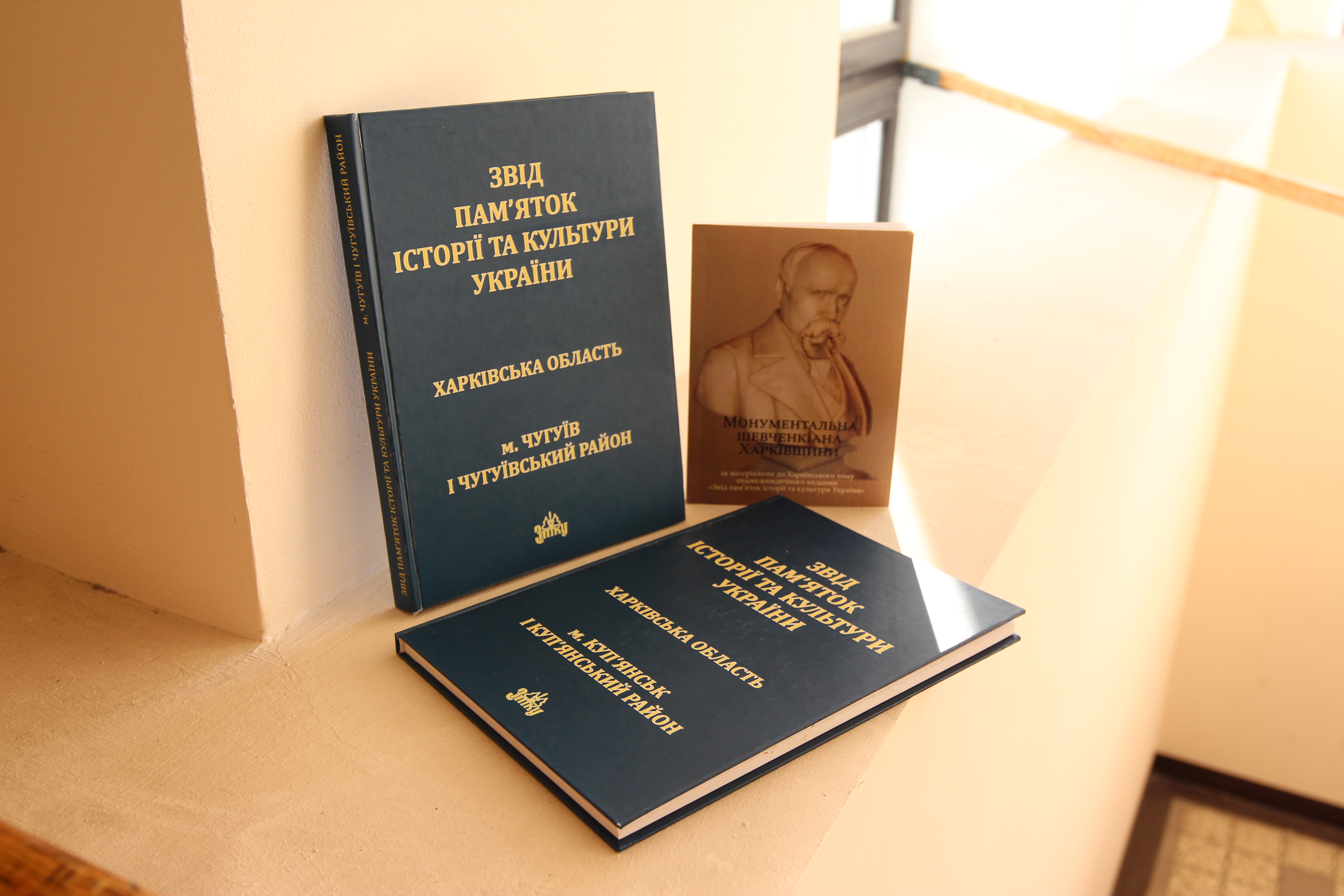
Презентаційні видання:
- «Звід пам'яток історії та культури України: Харківська область. м. Куп'янськ і Куп'янський район»
- «Звід пам'яток історії та культури України: Харківська область. м. Чугуїв і Чугуївський район»
- «Монументальна Шевченкіана Харківщини»

«Звід пам'яток історії та культури України: Харківська область» — серія порайонних енциклопедичних видань про об'єкти культурної спадщини за видом: археологія, історія, архітектура та містобудування, садово-паркове мистецтво, монументальне мистецтво, науки і техніки, що мають історичну, наукову або художню цінність, розташовані на території м. Харкова і Харківської області.

## Історія підготовки
Підготовку Харківського тому «Звід пам'яток історії та культури України» було розпочато за рішенням Ради Міністрів УРСР від 3 вересня 1982 року.
У цілому, із самого початку проєкту, було заплановано підготувати 28 томів видання — по тому на кожну область, Крим, містам Києву і Севастополю та українським пам'яткам зарубіжжя. Харківський том «Зводу» було підготовлено відділом охорони пам'яток Харківського історичного музею наприкінці 80-х рр. 20 ст., але повністю його видати на той час не вдалося. У роки незалежності України питанням підготовки «Зводу» надається важливе значення, тому роботу над енциклопедичним виданням було продовжено Постановою Кабінету Міністрів України від 14 березня 1992 року та двома Указами Президентів України у 2000 та 2007 роках (Постанова Кабінету Міністрів України від 14 березня 1992 року № 131, Указу Президента України "Про забезпечення підготовки і випуску багатотомного енциклопедичного видання «Звід пам'яток історії та культури України» від 11 грудня 2000 року № 1328, Указом Президента України "Про додаткові заходи з підготовки і випуску багатотомного енциклопедичного видання «Звід пам'яток історії та культури України» від 28 листопада 2007 року № 1156).

## Стан підготовки
З 2003 року й по сьогодні на базі відділу зводу пам'яток та облікової документації ОКЗ «ХАРКІВСЬКИЙ НАУКОВО-МЕТОДИЧНИЙ ЦЕНТР ОХОРОНИ КУЛЬТУРНОЇ СПАДЩИНИ» працює робоча наукова група з підготовки Харківського тому «Зводу».
У 2016 році, після затвердження оновленого складу обласної редколегії Харківського тому «Зводу» при Управлінні культури і туризму Харківської обласної державної адміністрації, було вирішено видавати окремі томи по районам Харківської області. 
Пам'ятки відбираються шляхом максимального розкриття етапів історичного, соціального, економічного, культурного, художнього розвитку, процесу становлення державності. Максимально детально приділяється увага визначним подіям, історичним та культуротворчим періодам, а також персоналіям, в контексті нерухомої культурної спадщини. Відповідно до змін в соціокультурних та політичних процесах в контексті загальної історії згадуються навіть ті сторінки історії, які з ідеологічного та законотворчого боку мали жорсткий та руйнівний вплив на становлення держави. В енциклопедичному виданні висвітлено матеріали про об'єкти нерухомої культурної спадщини, пов'язані з діячами, подіями, становленням функціонуванням різних установ, підприємств тощо. Наразі стала потреба включати до переліку статей «Зводу» матеріали про полеглих Героїв, які загинули під час проходження служби в зоні проведення АТО (ООС).
Кожен порайонний випуск складається з досить ґрунтовного нарису про історико-культурну спадщину регіону (району, міста, селища, тощо…), статей про окремі пам'ятки, які багато ілюстровані та містять численні картографічні матеріали, плани, схеми.
У зв'язку з адміністративно-територіальною реформою 2020 року, деякі порайонні видання будуть складатися з декількох томів.

## Видані книги
«Монументальна Шевченкіана Харківщини» — книга мистецького напряму, але енциклопедично-довідкового характеру, яка максимально вмістила історичну інформацію та мистецькі описи про виявлені пам'ятники та композиції, які присвячені Т. Г. Шевченку, що знаходяться у м. Харкові та Харківській області. Видана у 2016 році.
«Звід пам'яток історії та культури України: Харківська область. м. Куп'янськ і Куп'янський район» — перша книга із серії енциклопедичних видань запланованих обласною редакційною колегією Харківського тому «Звід пам'яток історії та культури України», видана та презентована у 2018 році. Містить 140 статей та бл. 200 ілюстрацій про об'єкти культурної спадщини м. Куп'янська і Куп'янського району. Серед них є цікаві комплексні пам'ятки (історія та архітектура), історичні об'єкти, які пов'язані з діяльністю борців за Українську незалежність на поч. 20 ст. та присвячені сучасним Героям, які захищають незалежність України. Пам'ятки археології, які висвітлюють процес розвитку території даного регіону.
«Звід пам'яток історії та культури України: Харківська область. м. Чугуїв і Чугуївський район» — друга книга, із серії енциклопедичних видань запланованих обласною редакційною колегією Харківського тому «Звід пам'яток історії та культури України», видана та презентована у 2019 році. Видання складається з окремих нарисів про м. Чугуїв та Чугуївський район, в яких простежується не тільки історичний розвиток краю від найдавніших часів й до сьогодення, але й проводиться аналіз появи та збереження об'єктів культурної спадщини Чугуївщини, двох розділів про пам'ятки, в яких міститься 264 статті про об'єкти культурної спадщини, а також бл. 450 ілюстрацій та розширеного науково-довідкового апарату. У книзі висвітлено інформацію про збережені об'єкти військових поселень Чугуївщини 19 ст., що стали регіоностворюючим елементом, про об'єкти церковної старовини, братські могили, одиночні поховання, пам'ятні знаки тощо.
«Звід пам'яток історії та культури України: Харківська область: м. Люботин. м. Первомайський і Первомайський район» — третя книга, із серії енциклопедичних видань яка була підготовлена фахівцями ОКЗ «Харківський науково-методичний центр охорони культурної спадщини» за підтримки Департаменту культури і туризму Харківської обласної державної адміністрації та у співпраці з краєзнавчими музеями міст Люботин та Первомайський. Видання складається з 5 розділів, а також містить велику кількість яскравих світлин пам’яток та розширений науково-довідковий апарат. Більшість об'єктів - археологічні (кургани, поселення, тощо), на другому місці - історичні (одиночні поховання загиблих військовослужбовців, братські могили), архітектурні та мистецькі пам'ятки. Загалом видання містить 237 статей та бл. 350 ілюстрацій.